# Torian
Torian ist eine deutsche Power-Metal-Band aus Paderborn. 

## Geschichte
Während des Wacken Open Air 2002 beschlossen der Gitarrist Carl Delius und der Schlagzeuger Manuel Will eine Band zu gründen. Später kamen der Bassist Tobias Mix und der zweite Gitarrist Alexander Thielmann hinzu. Im Februar 2003 komplettierte der Sänger Marc Hohlweck die Band. Der Bandname stammt von dem Romanzyklus Die Saga von Garth und Torian von Wolfgang Hohlbein. Ebenfalls im Jahre 2003 veröffentlichte die Band ihr Demo Into the Winter, das Torian einen Vertrag über ein Album beim Plattenlabel Underground Symphony einbrachte. Das von David Hambach produzierte Debütalbum Dreams Under Ice erschien am 28. Januar 2005. Während der Aufnahmen verließ Manuel Will die Band, so dass Produzent Hambach teilweise selbst auf dem Album zu hören ist.
Noch im gleichen Jahr verließen Tobias Mix und David Hambach Torian und wurden durch Bengt Kunze und Manuel Gonstalla ersetzt. Die Band wechselte zum Label Sound Guerilla und veröffentlichte am 23. Januar 2009 das von Niko Schaffranek produzierte zweite Studioalbum Thunder Times. Das dritte Studioalbum Dawn wurde am 18. Mai 2012 veröffentlicht. Nachdem der Vertrag mit Sound Guerilla ausgelaufen war, veröffentlichte Torian am 30. Oktober 2015 in Eigenregie die EP, die vom Orden-Ogan-Sänger Sebastian Levermann produziert wurde. Schließlich wechselte Torian zu Ram It Down Records und veröffentlichte am 23. November 2018 das ebenfalls von Sebastian Levermann produzierte vierte Studioalbum God of Storms. Als Gastsänger ist Hagen Hirschmann von der Band Van Canto zu hören.

## Stil
Torian spielt Power Metal. Gitarrist Carl Delius nennt Bands wie Running Wild, Blind Guardian und Iron Maiden als Haupteinflüsse. Aber auch genrefremde Bands wie Amon Amarth oder Be’Lakor, die eher Melodic Death Metal spielen, beeinflussen die Musiker.

## Diskografie

### Alben
- 2005: Dreams Under Ice (Underground Symphony)
- 2009: Thunder Times (Sound Guerilla)
- 2012: Dawn (Sound Guerilla)
- 2018: God of Storms (Ram It Down Records)

### Sonstige
- 2003: Into the Winter (Demo, Eigenveröffentlichung)
- 2015: Phantoms of the Past (EP, Eigenveröffentlichung)